# Isanta
Isanta es una masía del municipio español de Lladurs, perteneciente a la provincia de Lérida, en la comunidad autónoma de Cataluña. Fue municipio independiente hasta que se incorporó al término de Lladurs.

## Toponimia
El lugar, cuando era municipio, se conoció primero como Ysanta o Isanta y como Ysanta después. Su nombre puede encontrarse escrito también con la grafía Isanta.

## Historia
El lugar tuvo ayuntamiento propio. El municipio de Ysanta desapareció de cara al censo de 1857, cuando el término se incorporó al de Lladurs. Aparece descrito en el noveno volumen del Diccionario geográfico-estadístico-histórico de España y sus posesiones de Ultramar de Pascual Madoz con las siguientes palabras:

ISANTA: ant. cuadra agregada en la actualidad al distrito municipal de Lladurs, de la que forma parte la casa ó manso conocida con el nombre de Villanueva de Isanta, al S: de aquella, en la prov. de Lérida, part. jud. y dióc. de Solsona: sit. en un valle escabroso á la izq. del camino de San Lorenzo de Morunys, combatida por los vientos de N. y O., y con clima saludable: tiene 3 casas é igl. aneja de la parr. de Canalda, bajo la advocacion de San Agustin, y una abundante fuente de agua de buena calidad, de la cual se surten los vec. Confina N. Canalda y Oden, á 1/2 leg.; E. Torrens á igual dist.; S. Lladurs 1/4, y O. Timoneda.
(Madoz, 1847, p. 456)

El lugar no figura en el Nomenclátor del Instituto Nacional de Estadística.